# 阿爾貝蒂娜·弗雷德里克 (巴登-杜爾拉赫)
阿爾貝蒂娜·弗雷德里克（德語：Albertine Friederike，1682年7月3日—1755年12月22日），巴登-杜尔拉赫藩侯腓特烈七世·馬格努斯的女兒。

## 家庭
1704年，阿爾貝蒂娜·弗雷德里克與霍爾斯坦-戈托普的克里斯蒂安·奧古斯特結婚，兩人共有2子1女：
1. 阿道夫·弗雷德里克（1710年—1771年），瑞典國王
2. 腓特烈·奧古斯特（1711年—1785年），歐登堡公爵
3. 約翰娜·伊莉莎白（1712年—1760年），葉卡捷琳娜二世的母親